# Anders Stadheim
Anders Fossøy Stadheim (Sogndal, 14 agosto 1980) è un ex calciatore norvegese, di ruolo centrocampista.

## Biografia
È il figlio di Ingvar Stadheim.

## Carriera

### Club
Stadheim iniziò la carriera con la maglia del Sogndal. Con questa squadra, debuttò nella Tippeligaen il 16 aprile 2001: fu titolare nella sconfitta per 3-0 sul campo dell'Odd Grenland.
Passò poi al Fredrikstad, nel 2006. Esordì in squadra il 10 settembre, subentrando a Raymond Kvisvik nella sconfitta per 5-1 contro il Vålerenga.
Nel 2007 tornò al Sogndal, prima con la formula del prestito e poi a titolo definitivo. Ufficializzò il suo ritiro l'8 aprile 2010.

### Nazionale
Stadheim giocò 2 partite per la Norvegia under 21. Esordì il 14 agosto 2001, nella vittoria per 3-0 contro la Germania under 21.
Vestì poi, in 2 circostanze, la maglia della Nazionale maggiore. Debuttò il 22 gennaio 2004, nella vittoria per 3-0 sulla Svezia: sostituì Håvard Flo. Il 28 gennaio dello stesso anno, segnò una rete nel 5-2 inflitto al Singapore.

## Palmarès

### Club

#### Competizioni nazionali
- Coppa di Norvegia: 1

Fredrikstad: 2006